# Фарнабаз II
Фарнабаз (дав.-гр. Φαρνάβαξοσ) — перський сатрап, що управляв північно-західною частиною Малої Азії (сатрапія Δασκυλιτις — Геллеспонтської Фригії).

## Біографія
Походив з роду Фарнакідів, гілки династії Ахеменідів. Син Фарнака II, сатрапа Геллеспонтської Фригії. Фарнабаз з 413 до н. е. допомагав спартанцям, але вже в 410 до н. е. уклав окремий мирний договір з Алківіадом. Хоча він зберігав вірність цареві, однак у той час, як Кір був верховним намісником, залишався у своїй провінції.
У війні з Персією (з 400 до н. е.) спартанці, внаслідок укладеного ними особливого договору з Тіссаферном, звернули свої напади спершу під початком Фімброна і Деркілліда, а потім Агесілая — головним чином проти провінції Фарнабаза. Останній незабаром вирушив до Персії, звинуватив там Тіссаферна у зраді, домігся того, що його відкликали, і досяг спорядження флоту, на чолі якого був поставлений Конон Афінський (у 397 до н. е.). Агесілая він за допомогою перемовин спонукав залишити свою область.
Після битви при Кніді доби Коринфської війни він оголосив про свободу приморським громадам, спустошив в наступному році берега Лаконії, але незабаром повернувся назад. Незабаром після цього, у 388 році до н. е. його покликали до двору, вшанували великими почестями й він одружився з дочкою царя Артаксеркса; проте в Малу Азію він більше не повертався. Замість нього сатрапом Геллеспонтської Фригії став його син Аріобарзан.
У 374 до н. е. він вирушив разом з Іфікратом проти Єгипту, куди вже раніше здійснював похід, але внаслідок взаємної заздрості вождів кампанія проти Єгипту закінчилася ганебною невдачею. Відтоді Фарнабаз зовсім зник з історичних теренів.